# 伊藤慎
伊藤 慎（1975年4月6日—）是一名日本的男性演員，主要擔任特攝作品的替身演員，出生於東京都，後來成為Takeshi Leasing旗下男藝人。身高180公分，血型O型。
他于1980年代中期出道以來，已经拍摄了多部电视连续剧及特摄系列。而在1995年起开始成为替身演员，并初次成为超级战队系列次要角色的特技演员。其后于2000年代，接拍了多部新世代假面騎士系列的特攝作品作為特技演員，包括《假面騎士AGITO》、《假面騎士龍騎》、《假面騎士555》、《假面騎士劍》、《假面騎士響鬼》、《假面騎士KABUTO》及《假面騎士電王》等等。

## 參與作品

### 電視劇
真人演員作品
- 科學戰隊炸藥人
- じゃあまん探偵団 魔隣組 - 飾演 江川ノボル
- 假面騎士響鬼 - 飾演 段田大輔（ダンキ）（21話、32話）
- 假面騎士電王 - 飾演 借金取りB（3話）
- Rookie! - 飾演 不良（1話）
- 小咩的管家 - 飾演 警備員（1話）

替身演員作品
- 假面騎士DECADE（ン・ガミオ・ゼダ、牛鬼、假面騎士KNIGHT、假面騎士轟鬼、假面騎士KIVA(11)、假面騎士GATACK、假面騎士TheBee（16話終盤）、假面騎士響鬼(19)、假面騎士威吹鬼(18)、假面騎士ORGA）
- 假面騎士KIVA（46話 キングと戦闘時のキバ、最終話 假面騎士KIVA（紅正夫變身體））
- 假面騎士電王（假面騎士零諾斯）
- 假面騎士KABUTO（假面騎士TheBee、假面騎士GATACK）
- 第56回NHK紅白歌合戦（假面騎士響鬼）
- 假面騎士響鬼（假面騎士響鬼、假面騎士裁鬼、京介變身體）
- 假面騎士劍（假面騎士CHALICE、Joker）
- 假面騎士555（假面騎士KAIXA、Horse Orphenoch）
- 假面騎士龍騎（假面騎士KNIGHT）
- 假面騎士AGITO（假面騎士G3、假面騎士G3-X）
- 未來戰隊時連者
- 假面騎士空我（古朗基族怪人）
- 電磁戰隊百萬連者（ネジレ獣）
- 激走戰隊車連者（リッチハイカー教授）
- 超力戰隊王連者（マシン獣）
- 魔影紫光（日劇版）
- スカルマン～闇の序章～（スカルマン）
- 大魔神華音（ブジンサマ）
- 牙狼＜GARO＞～魔戒閃騎～（黃金騎士牙狼）

### 電影
真人演員作品
- 電擊戰隊變化人（少年）

替身演員作品
- 大怪獸戰鬥 超人力霸王銀河傳說 The MOVIE（超人力霸王KING及其他）
- 假面騎士DECADE ALL RIDER VS 大SHOCKER（假面騎士V3、假面騎士AMAZON）
- 超．假面騎士電王&DECADE（假面騎士NEW電王、デネブ（一部））
- 炎神戰隊轟音者VS激氣連者
- K-20 怪人二十面相・傳（怪人二十面相）
- 再見，假面騎士電王 Final Countdown（假面騎士零諾斯、デネブ（一部））
- 假面騎士電王&Kiva Climax刑事（假面騎士零諾斯）
- 超人力霸王夢比優斯與超人力霸王兄弟
- 假面騎士The Next（假面騎士V3、Shocker Rider）
- 假面騎士電王 老子，誕生！（假面騎士零諾斯）
- 假面騎士KABUTO GOD SPEED LOVE（假面騎士TheBee、假面騎士GATACK）
- 假面騎士響鬼與七人的戰鬼（假面騎士響鬼）
- 假面騎士劍 MISSING ACE（假面騎士CHALICE、仮面ライダーランス、Shocker）
- 假面騎士555 消失的天堂（假面騎士KAIXA、假面騎士ORGA、Horse Orphenoch（激情態））
- 假面騎士龍騎 EPISODE FINAL（假面騎士KNIGHT）
- 假面騎士AGITO PROJECT G4（假面騎士G3-X）
- 超人力霸王迪卡・超人力霸王帝那&超人力霸王蓋亞 超時空的大決戰（超人力霸王帝納）
- 哥吉拉2000（歐魯卡）

### Original Video
- 萌えよ!ドラゴンガールズ（門下生）
- 美乱
- D (電影)
- 「てれびくん全員サービスビデオ　仮面ライダーアギト 3大ライダー超決戦（バトル）ビデオ アギトvsG3vsギルス」（假面騎士G3）
- 「てれびくん　オリジナルビデオ　仮面ライダー龍騎VSアギト」（假面騎士KNIGHT）
- 「仮面ライダー響鬼　超（ハイパー）バトルDVD 明日夢変身! キミも鬼になれる!! 」（假面騎士響鬼）
- 「てれびくんオリジナルビデオ　誕生!!ガタックハイパーフォーム」（假面騎士GATACK）
- 「てれびくん 仮面ライダー電王超バトルDVD ～うたって、おどって、大とっくん!!～」（ウルフイマジン）
- ウルトラマンメビウス外伝 ゴーストリバース

### 廣告
真人演員作品
- CRぱちんこ仮面ライダー MAX EDITION

替身演員作品
- オロナミンC（假面騎士響鬼編）

### PV
- GReeeeN　刹那（ぐりんジャー）